# 四夷

四夷图

四夷圖

四夷，原是先秦中原部落對九州境內四方部落（先秦夷人）所用的泛稱。這個稱謂最早見於西周晚期，是周室用来分別『王母弟甥舅』（華夏）諸國與四方『非王母弟甥舅』（夷狄）諸國的統稱後來周室沒落，諸侯國混戰，中原人群與九州境內的東夷、南蠻、西戎、北狄等各部落人群融合形成漢族，其中戎狄與先秦華夏同源，而秦漢以後東夷、南蠻、西戎、北狄等稱呼轉為代指九州以外地方上其他民族的代稱。。
春秋时代，华夏的族群意识和边界变得日益明晰，风俗、语言、礼制等文化因素成为區分夷夏的主要标准。至战国时期，随着中原的夷狄或被华夏同化或驱逐以及五行学说的发展，夷蛮戎狄的称谓逐渐与四个方位形成固定搭配。後來周室沒落諸侯國混戰，华夏不断融合九州境內東夷、南蠻、西戎、北狄等「四夷」(有研究指出先秦戎狄與先秦華夏同源) 并在汉代開始逐漸出现以「漢」作為族称。秦漢以後東夷、南蠻、西戎、北狄等稱呼轉為代指更遠的地方上其他民族的代稱。
秦汉之后四夷的叫法用以稱呼其他民族，并形成了体系化的记述模式。古代中国人認為自己位於世界的中央，并將主要居於「中国」（九州）以外的居民統稱為夷、夷狄，並以方位來區分。中国皇帝是天子、其政權是天朝，代表“天”统御四方藩属，而四方藩属最高只能稱「王」，其与中国的关系是貢國和屬國，以東南西北四夷方位的敘述來强调自身的正统地位。
戰國時代開始統稱漠北草原匈奴等民族为胡，於是此後漠北草原各民族均泛称为北胡、胡族、胡人。及至唐朝，胡人又包含自西域来的各民族，并分为东胡、西胡。
清代“四裔”的具体内涵又进一步发生了变化，不再将蒙古、西藏、回部等称为夷，而是将四夷的地理范围继续向外扩展。清朝统治者认为既然已将历代的四夷地区纳入版图，因此四夷所处之地也应随之延伸。许倬云认为这体现了“中国”的概念自商周以来就在不断扩张中重新构建：随着原有的“边陲”被纳入“中心”，更远的地区便成为了新的“边陲”。
至清代，满族以异族入主漢地，为维护自己的地位，自然要反對“夷”一類的稱呼，因此清廷对一些禁忌字眼考察之精细，堪称前无古人，如陈垣先生在《旧五代史辑本发覆》中所列清人忌字多达十余种，即:“ 忌虏第一，忌戎第二，忌胡第三，忌夷狄第四，忌犬戎第五，忌酋第六，忌伪忌贼第七，忌犯第八，忌汉第九，忌杂第十” 。
至晚清，依舊稱呼外國為夷。1858年，清朝和英國簽訂中英《天津条约》，其中第五十一款規定：「嗣后各式公文，无论京外，内叙大英国官民，自不得提书夷字。」此後中國逐漸用洋人一詞稱呼歐美人。